# Fotometria płomieniowa

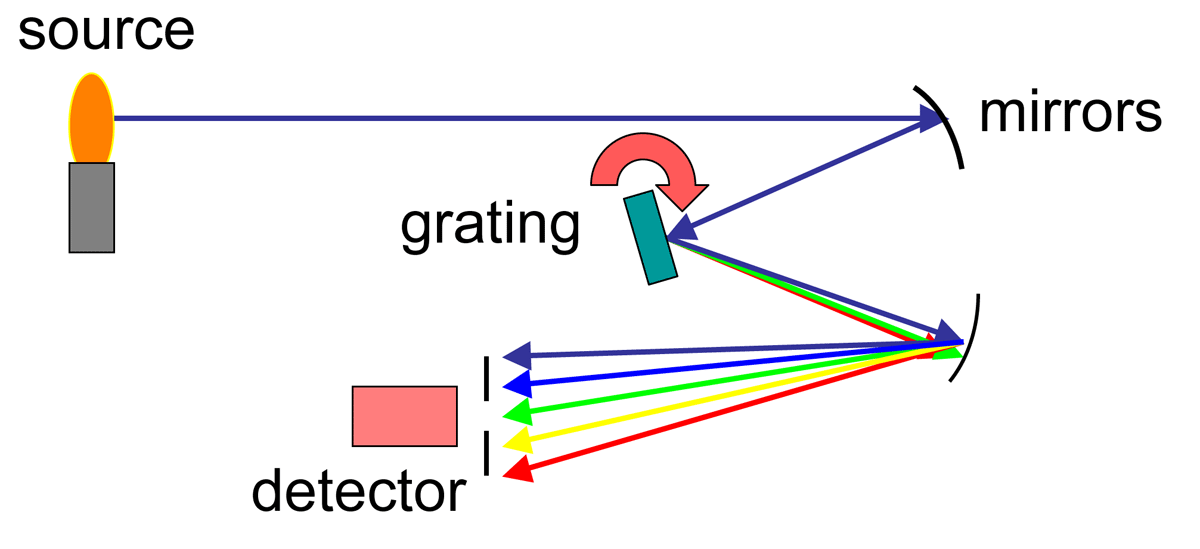
Schemat działania emisyjnego spektrometru płomieniowego

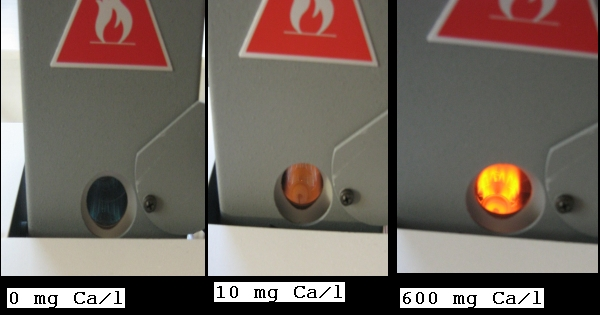
Wygląd płomienia fotometru płomieniowego podczas oznaczania prób o różnej zawartości jonów wapniowych

Fotometria płomieniowa jest metodą analityczną opartą na pomiarze promieniowania emitowanego przez odpowiednio wzbudzoną próbkę. Jako źródło wzbudzenia stosuje się w niej płomień palnika, do którego wprowadza się badaną substancję, zwykle w postaci rozpylonego roztworu. Badany roztwór jest przy użyciu sprężonego powietrza zasysany z naczyńka i rozpylany do płomienia gazowego. Atomy spalanej substancji emitują charakterystyczne widmo. Światło płomienia przechodzi przez układ optyczny z filtrem przepuszczającym jedynie widmo badanego pierwiastka i trafia na fotoogniwo. Powstały w fotoogniwie prąd elektryczny jest miarą ilości badanej substancji.
Fotometrię płomieniową stosuje się do naturalnych materiałów ciekłych, takich jak wody różnego pochodzenia lub ścieki. W hydrochemii używa się jej przede wszystkim do pomiaru stężenia metali alkalicznych i metali ziem alkalicznych (sód, potas, wapń, magnez, stront i in.) Ponadto ta technika analityczna ma duże znaczenie m.in. w biochemii i medycynie (badanie moczu, surowicy krwi i tkanek), w geologii i mineralogii (analiza rud i minerałów), w agrochemii (badanie gleb, analiza nawozów i mineralnych składników tkanek roślin).